# Ted Bell (cầu thủ bóng đá)
Edward Bell (sinh ngày 23 tháng 12 năm 1883) là một cầu thủ bóng đá người Anh thi đấu ở vị trí hậu vệ cho Sunderland.